# Южный Парк (22-й сезон)
Двадцать второй сезон американского анимационного телесериала «Южный Парк» впервые транслировался в США на телеканале Comedy Central с 26 сентября по 12 декабря 2018 года. В этом сезоне были запланированы «тёмные недели» (недели, в которые не появлялись новые эпизоды) после четвёртого и седьмого эпизодов.

## Актёрский состав

### Основной состав
- Трей Паркер — Стэн Марш / Эрик Картман / Рэнди Марш / П. К. Директор / мистер Гаррисон / Клайд Донован / мистер Хэнки / мистер Маки / Стивен Стотч / Джимми Волмер / Тимми Барч
- Мэтт Стоун — Кайл Брофловски / Кенни Маккормик / Баттерс Стотч / Джеральд Брофловски / Крэйг Такер / Джимбо Керн
- Эйприл Стюарт — Лиэн Картман / Шелли Марш / Шерон Марш / Венди Тестабургер
- Мона Маршалл — Шейла Брофловски / Линда Стотч

### Приглашённые звёзды
- Алексис Лэнг — рассказчик

## Эпизоды
| № общий | № в сезоне | Название                                          | Режиссёр    | Автор сценария | Дата премьеры    | Произв. код | Зрители США (млн) |
| --- | ---------- | ------------------------------------------------- | ----------- | -------------- | ---------------- | ----------- | ----------------- |
| 288 | 1          | «Мёртвые дети» «Dead Kids»                        | Трей Паркер | Трей Паркер    | 26 сентября 2018 | 2201        | 1.09              |
| Шерон слишком остро на всё реагирует, Рэнди пытается ей помочь. А Картман проваливает тест по математике.                                                                          |            |                                                   |             |                |                  |             |                   |
| 289 | 2          | «Мальчики и священник» «A Boy and a Priest»       | Трей Паркер | Трей Паркер    | 3 октября 2018   | 2202        | 0.93              |
| Между Баттерсом и священником сложились особые отношения. Это переходит все границы и горожане обращаются в католическую церковь.                                                  |            |                                                   |             |                |                  |             |                   |
| 290 | 3          | «Проблема с какашкой» «The Problem with a Poo»    | Трей Паркер | Трей Паркер    | 10 октября 2018  | 2203        | 0.97              |
| Оскорбительное поведение мистера Хэнки ставит под угрозу его будущее как рождественского символа. А П.К. Директор и Сильная Женщина переживают кризис в отношениях.                |            |                                                   |             |                |                  |             |                   |
| 291 | 4          | «Целебные фермы» «Tegridy Farms»                  | Трей Паркер | Трей Паркер    | 17 октября 2018  | 2204        | 0.71              |
| Баттерс начинает продавать в школе наборы для вейперов, а Рэнди перебирается в глубинку и занимается сельским хозяйством.                                                          |            |                                                   |             |                |                  |             |                   |
| 292 | 5          | «Покатушки» «The Scoots»                          | Трей Паркер | Трей Паркер    | 31 октября 2018  | 2205        | 0.84              |
| Современные технологии преображают Хэллоуин до неузнаваемости. Дети идут на всё, чтобы получить как можно больше конфет. Мистер Маки и другие горожане пытаются протянуть до утра… |            |                                                   |             |                |                  |             |                   |
| 293 | 6          | «Настало время сурьёзности» «Time to Get Cereal»  | Трей Паркер | Трей Паркер    | 7 ноября 2018    | 2206        | 0.83              |
| На улицах города начали появляться мертвецы и мальчики понимают, что без помощи Эла Гора им не обойтись.                                                                           |            |                                                   |             |                |                  |             |                   |
| 294 | 7          | «Никто не станет сурьёзным?» «Nobody Got Cereal?» | Трей Паркер | Трей Паркер    | 14 ноября 2018   | 2207        | 0.82              |
| Мальчики бегут из тюрьмы и от челмедведосвина. Сатана приходит им и всем остальным на помощь.                                                                                      |            |                                                   |             |                |                  |             |                   |
| 295 | 8          | «Коробка Будды» «Buddha Box»                      | Трей Паркер | Трей Паркер    | 28 ноября 2018   | 2208        | 0.83              |
| Картман больше не может общаться с людьми, так как они мешают тому, что он считает важным в своей жизни.                                                                           |            |                                                   |             |                |                  |             |                   |
| 296 | 9          | «Невыполненный» «Unfulfilled»                     | Трей Паркер | Трей Паркер    | 5 декабря 2018   | 2209        | 0.77              |
| Горожане рады приходу в город логистического центра Amazon. Но скоро их радости приходит конец.                                                                                    |            |                                                   |             |                |                  |             |                   |
| 297 | 10         | «Велопарад» «Bike Parade»                         | Трей Паркер | Трей Паркер    | 12 декабря 2018  | 2210        | 0.83              |
| Несмотря на хаос в логистическом центре Amazon, велопарад идёт по плану. Победа мальчиков остаётся под вопросом, а Кенни присоединяется к бастующим рабочим.                       |            |                                                   |             |                |                  |             |                   |